# Тейлор, Энджело
Энджело Ф. Тейлор (англ. Angelo F. Taylor, род. 29 декабря 1978 года) — американский спринтер, трёхкратный олимпийский чемпион и трёхкратный чемпион мира на дистанции 400 метров с барьерами и в эстафете 4×400 метров.
Родился в городе Олбани. Учился в технологическом институте Джорджии. Чемпион национальной студенческой ассоциации 1998 года на 400 метров с/б. В 2010 году занял второе место на гран-при Риети в беге на 200 метров с личным рекордом 20:23.